# Siewiller
Siewiller é uma comuna francesa na região administrativa de Grande Leste, no departamento Baixo Reno. Estende-se por uma área de 6,23 km². Em 2010 a comuna tinha 391 habitantes (densidade: 62,8 hab./km²).